# Quantenbiologie
Quantenbiologie ist die Bezeichnung für ein Teilgebiet der Biophysik. Sie befasst sich mit der Einwirkung von Quanten auf lebende Zellen eines Organismus und untersucht die energetischen Prozesse und Veränderungen, die dabei möglicherweise im Bereich der Atome und Moleküle auftreten.

## Geschichte

### Niels Bohr und Pascual Jordan
Die Ursprünge der Quantenbiologie reichen bis in das frühe 20. Jahrhundert zurück, nachdem ab 1925 durch die Physiker Niels Bohr, Werner Heisenberg, Wolfgang Pauli, Erwin Schrödinger, Paul Dirac, Enrico Fermi und weitere die mathematischen Grundlagen in der Quantenmechanik gelegt worden waren.
Bohr behandelte im Jahr 1927 in einer Vorlesung in der italienischen Stadt Como auf der Grundlage der Quantenmechanik, unter welchen Bedingungen bestimmte Phänomene erscheinen, und führte das Konzept der Komplementarität ein. Weiterhin stellte er sich die Frage, ob ähnliche Konzepte auch in anderen Naturwissenschaften zu Erkenntnissen führten. Im Jahr 1929 gab Bohr eine Vorlesung am Scandinavian Meeting of Natural Scientists mit dem Titel The atomic theory and the fundamental principles underlying the description of nature (,Die Atomtheorie und die zugrundeliegenden fundamentalen Prinzipien zur Beschreibung der Natur’). Nachdem er die Erfolge der Quantenmechanik zur Beschreibung der Natur in der atomaren und subatomaren Ebene erklärte, befasste er sich mit der Frage, ob diese Entdeckungen in der Quantenmechanik auch „Probleme bezüglich lebender Organismen“ in der Biologie erklären können. Bis heute ist nicht klar, was er damals mit Problemen von lebenden Organismen meinte, jedoch merkte er an, dass die Entdeckungen möglicherweise einen Einfluss zur Erklärung bestimmter Phänomene in lebenden Organismen haben werden. Danach lehrte er an der Universität Rostock und blieb er in den nächsten Jahren im ständigen Briefwechsel mit dem deutschen Physiker Pascual Jordan, um Ideen zur Beziehung zwischen der Physik und der Biologie auszutauschen. Diese führten zu einer wissenschaftlichen Publikation, die als erste Publikation zur Quantenbiologie betrachtet wird. In dieser Publikation brachte Jordan die Theorien des Organizismus mit der Quantenmechanik in Verbindung, indem er behauptete, dass die Gesetze des Lebens durch die Gesetze der Quantenmechanik, insbesondere die Gesetze für Chance und Wahrscheinlichkeit (Indeterminismus), bestimmt sind und diese auf irgendeine Art für lebende Organismen angepasst worden sind. Er beschrieb dieses Phänomen als Verstärkungstheorie. Basierend auf der Theorie des irreversiblen Akts der Verstärkung von Bohr kann somit durch Beobachtung ein scharfer Fokus auf bestimmte Gegebenheiten erzielt werden. Jordan glaubte, dass lebende Organismen die Verstärkung deutlich in einer anderen Art ausführen als unbelebte Materie, beispielsweise ein Geiger-Müller-Zählrohr. Er war überzeugt, dass er den Indeterminismus der subatomaren Ebene der Quantenmechanik auf die makroskopische Ebene der Biologie erweitern könnte. Weiterhin erwog er zur Erklärung des freien Willens eine Verbindung zwischen Quantenmechanik und Psychologie. Jordans Überzeugung, dass lebende Organismen die Fähigkeit besitzen, die subatomare Quantenebene in die makroskopische Ebene zu „verstärken“, spiegelt sich auch in vielen modernen Ansichten zur Quantenbiologie wider.
Mit dem Eintritt Jordans in die NSDAP im Jahr 1933 passten sich seine Theorien zunehmend der Ideologie der Nationalsozialisten an. Bereits im November 1932 wurde Jordan als Sympathisant der NS-Ideologie mit der Behauptung bekannt, dass das Konzept eines einzigen diktatorischen Führers ein zentrales Prinzip lebender Organismen sei.

„Wir wissen, dass es in einem Bakterium unter der ungeheuer großen Zahl von Molekülen, die dieses […] Wesen […] ausmachen, eine sehr kleine Zahl besonderer Moleküle gibt, die mit einer diktatorischen Autorität über den Gesamtorganismus ausgestattet sind; sie bilden ein Steuerungszentrum der lebenden Zelle. Die Absorption eines Lichtquants irgendwo außerhalb dieses Steuerungszentrums kann die Zelle ebenso wenig töten wie eine große Nation durch die Tötung eines einzigen Soldaten vernichtet werden kann. Die Absorption eines Lichtquants im Steuerungszentrum der Zelle kann den ganzen Organismus in den Tod und die Auflösung führen – ganz ähnlich wie ein erfolgreich ausgeführtes Attentat gegen einen führenden Staatsmann eine ganze Nation in einen weitreichenden Prozess der Auflösung führen kann.“

Jordan merkte außerdem an, dass die unbelebte Materie durch die willkürliche mittlere Bewegung von Millionen von Teilchen bestimmt wird und ein einzelnes Molekül keinen Einfluss auf das gesamte Objekt hat. Diejenigen Moleküle, die das „Steuerungszentrum“ bilden, steuern den gesamten Organismus, indem die Prinzipien, welche die willkürliche Bewegung auf Quantenebene in lebenden Zellen bestimmen (wie die heisenbergsche Unschärferelation), so „verstärkt“ werden, sodass die sich auf den ganzen Organismus auswirken. Im Jahr 1941 veröffentlichte Pascual Jordan ein Buch mit dem Titel Die Physik und das Geheimnis des organischen Lebens, in dem er der grundsätzlichen Frage nachging, ob die Gesetze der Atom- und Quantenphysik essentiell für das Leben sind.

### Niels Bohr und Max Delbrück
Bohr hielt am 15. August 1932 in Kopenhagen eine Vorlesung zum Thema Light and Life am International Congress on Light Therapy. Dabei äußerte er, dass das Konzept der Komplementarität zum Verständnis biologischer Phänomene beitragen könnte. In seiner Vorlesung saß der damals 26-jährige Postdoc Max Delbrück, dessen Mentor Bohr im vorherigen Sommer gewesen war. Später beschrieb Delbrück, dass diese Vorlesung von Bohr seine wissenschaftliche Karriere bestimmt habe. Er ging der Frage nach, ob Komplementarität auch in der Biologie auftritt. Im Jahr 1935 war Delbrück einer der Autoren (neben dem russischen Biologen Nikolai Wladimirowitsch Timofejew-Ressowski und dem deutschen Biophysiker Karl Günther Zimmer) des sogenannten Dreimännerwerks, in der sie vorschlugen, dass das Konzept der Treffertheorie, die in den 1920er Jahren von Friedrich Dessauer eingeführt wurde, genutzt werden kann, um die Größe eines Gens basierend auf dessen Anfälligkeit für ionisierende Strahlung, z. B. Röntgenstrahlung, zu bestimmen. Sie vermuteten, dass ein Strahlungsquant ein lokal begrenztes Ziel aus wenigen Molekülen trifft. Ihre Publikation Über die Natur der Genmutation und der Genstruktur wurde für Erwin Schrödinger zur Vorlage seines Buchs What is life? Weiterhin hatte Delbrück einen großen Einfluss auf die Molekulargenetik. Er gewann im Jahr 1969 den Nobelpreis für Physiologie oder Medizin für seine Entdeckung der Virenresistenz von Bakterien, die sich aus vorteilhaften Genmutationen entwickelte.

### DerCambridge Theoretical Biology Club
Das Interesse an einer physikalischen Grundlage des Lebens beschränkte sich nicht auf Kontinentaleuropa. Im Sommer des Jahres 1932 gründete eine interdisziplinäre Gruppe aus Wissenschaftlern an der University of Cambridge den Theoretical Biology Club. Sie gingen der Frage nach, ob das Leben auf atomarer und molekularer Ebene erklärt werden kann. Außerdem wollten sie herausfinden, ob mithilfe der Quantenmechanik neue Gesetze in der Biologie entdeckt werden können. Inspiriert vom Philosophen und Mathematiker Alfred North Whitehead zielten sie außerdem auf eine Verschmelzung der reduktionistischen Biologie mit einer organizistischen Philosophie ab. Viele Mitglieder des Clubs waren einflussreiche Wissenschaftler des 20. Jahrhunderts, unter anderem Frederick Gowland Hopkins, Joseph Henry Woodger, Dorothy Wrinch, Conrad Hal Waddington und J. B. S. Haldane. Im Jahr 1934 schrieb Haldane eine Publikation mit der Überschrift Quantum mechanics as a basis for philosophy, in der er argumentierte, dass Biologen seit den Anfängen der Quantenmechanik wenig Anerkennung erhielten. Haldane ist kein Befürworter des Vitalismus, merkte aber an, dass, obwohl die Gesetze der Physik auch innerhalb lebender Organismen gelten, sich das Leben die heisenbergsche Unschärferelation zunutze mache, so dass bestimmte Vorgänge mit höherer Wahrscheinlichkeit auftreten. Dabei unterscheiden sich lebende Organismen von unbelebter Materie in der Hinsicht, dass lebende Organismen im makroskopischen Maßstab durch einzelne Vorgänge auf Quantenebene beeinflusst werden.

### Erwin Schrödinger
Nach der Flucht vor dem NS-Staat ließ Erwin Schrödinger sich in Irland nieder und veröffentlichte im Jahr 1944 ein Buch mit dem Titel What is life? The Physical Aspect of the Living Cell. Das Buch basiert auf öffentlichen Vorträgen, die Schrödinger im Februar 1943 unter Leitung des Dublin Institute for Advanced Studies gehalten hatte, wo er Direktor für Theoretische Physik am Trinity College war. Die Vorträge zogen ein Publikum von etwa 400 Personen an, die vorher gewarnt wurden, „dass das Thema schwierig sei und dass die Vorträge nicht als populär bezeichnet werden könnten, obwohl die am meisten gefürchtete Waffe des Physikers, die mathematische Deduktion, kaum verwendet werden würde.“ Schrödingers Vorträge konzentrierten sich auf eine wichtige Frage:

„How can the events in space and time which take place within the spatial boundary of a living organism be accounted for by physics and chemistry?“

„Wie können die Ereignisse in Raum und Zeit, die innerhalb der räumlichen Grenzen eines lebenden Organismus stattfinden, durch Physik und Chemie erklärt werden?“

In dem Buch stellte Schrödinger die Idee eines „aperiodischen Kristalls“ vor, der in seiner Konfiguration der kovalenter Bindungen genetische Informationen enthält. Obwohl schon seit 1869 angenommen worden war, dass es eine materielle Form von Erbinformation gibt, und die DNA dafür als Kandidat galt, waren Aufbau und Funktion eines solchen „genetischen Moleküls“ bei der Reproduktion noch unbekannt. Auf Grundlage der Röntgenbeugungsexperimente von Rosalind Franklin an der DNA schlugen James D. Watson und Francis Crick im Jahr 1953 gemeinsam die Doppelhelixstruktur  vor. Sie bezeichneten Schrödingers Buch als eine frühe theoretische Beschreibung zur Funktionsweise der Speicherung genetischer Informationen und sahen es als Inspirationsquelle ihrer eigenen Forschungen an.

## Quantenbiologische Effekte
Als der Begründer der Quantenbiologie gilt Friedrich Dessauer, der die Plancksche Quantenlehre auf die Biologie übertrug und die Auswirkung von Röntgenstrahlen auf Körperzellen untersuchte. Mit Hilfe der Treffertheorie konnte er deren Wirkung quantitativ erfassen.
Als quantenbiologische Effekte werden unter anderem die Photosynthese, der Geruchssinn sowie die Orientierung von Vögeln während ihrer Wanderungen vermutet.

### Tunneleffekt
Einer der zentralen nicht-trivialen Quanteneffekte in der Quantenbiologie ist der Tunneleffekt, der in Form von Protonentunneln und Elektronentunneln biochemische Reaktionen entweder ermöglicht, beeinflusst oder verstärkt. So spielt Protonentunneln eine entscheidende Rolle bei spontanen Mutationen in der DNS nach dem Löwdin-DNS-Mutationsmodell. Dagegen ist Elektronentunneln ein wesentlicher Faktor bei biochemischen Reparaturmechanismen der DNS durch Redox-Kofaktoren sowie bei anderen biochemischen Redoxreaktionen (Zellatmung, Photosynthese), spielt aber auch eine Rolle bei der enzymatischen Katalyse.

### Quantenkohärenz
Die stärksten Hinweise auf eine Rolle der Quantenkohärenz in molekularbiologischen Prozessen beziehen sich auf den Energietransport bei der Photosynthese. Indirekte Hinweise auf die Beteiligung der Quantenkohärenz liegen bislang u. a. für neue Modelle zur Erklärung des Geruchssinns sowie zur Erklärung der Navigation der Vögel über die Wahrnehmung des Erdmagnetfeldes (Vogelkompass) vor.